# Bergtjärnen (Norsjö socken, Västerbotten)
Bergtjärnen är en sjö i Norsjö kommun i Västerbotten och ingår i Skellefteälvens huvudavrinningsområde.